# Mikeli Tholus
Il Mikeli Tholus è una struttura geologica della superficie di Cerere.